# Sauna

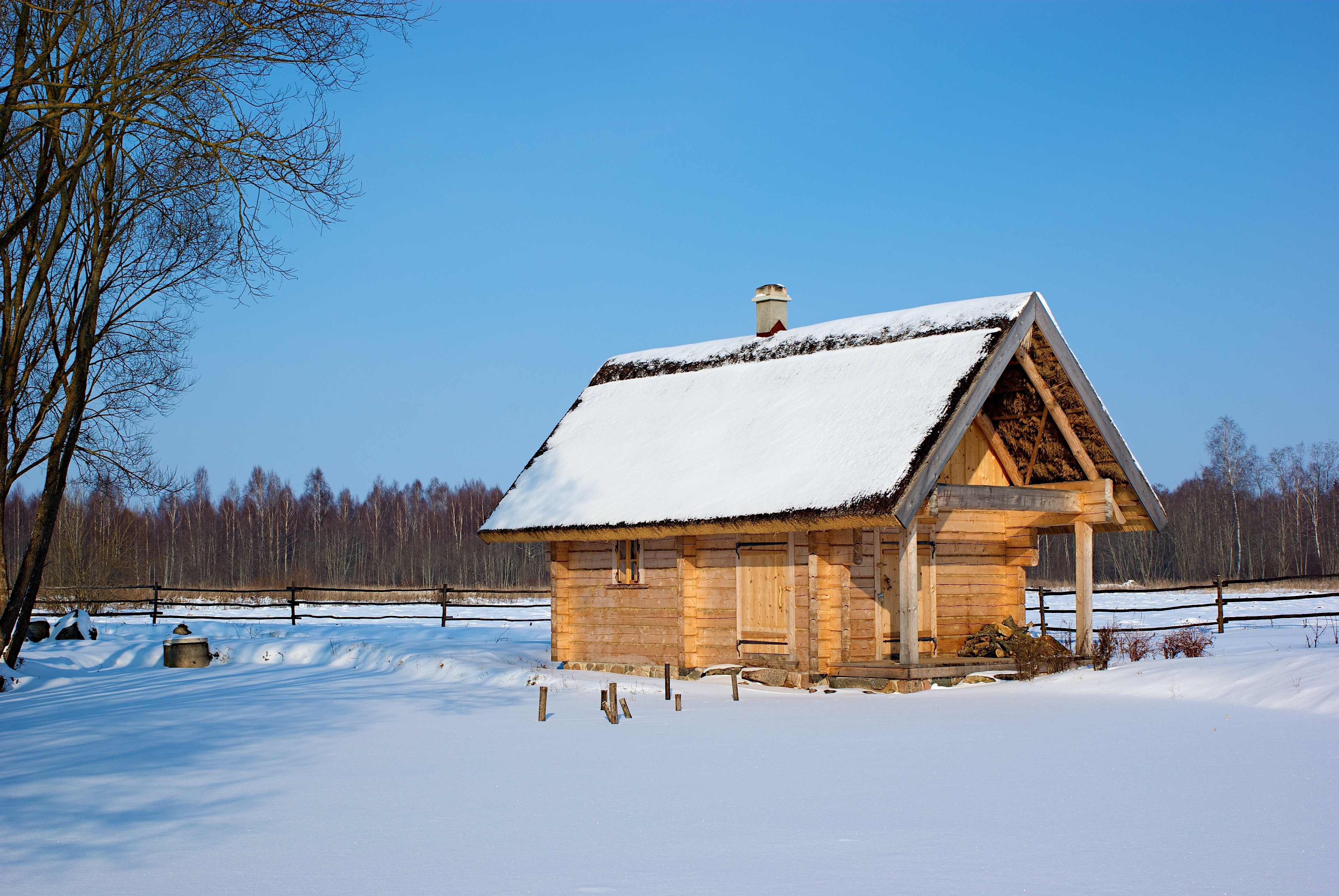
Sauna na Letônia.

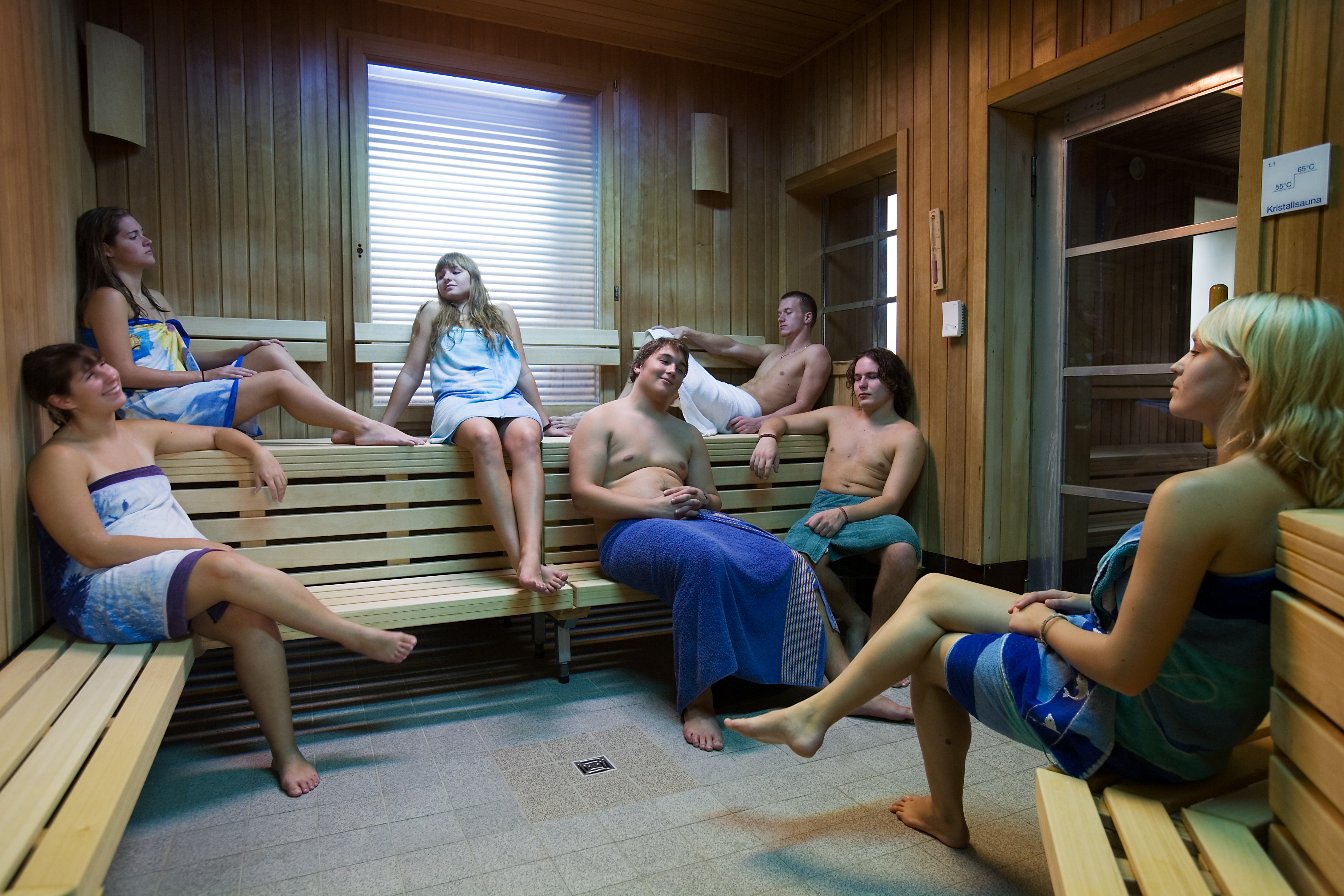
Interior de uma sauna em Munique, Alemanha.

A sauna, chamada ainda de banho finlandês, cheia de água térmica, consiste em uma sala ou casa com um ambiente muito aquecido, a fim de propiciar relaxamento e promover o convívio social entre os frequentadores do recinto. Há basicamente dois tipo de saunas: a "sauna a vapor" (sauna húmida ou banho turco) e a "sauna seca", que utiliza pedras ou outro material que é aquecido, sem libertar vapor.
É frequente que à permanência na sauna se siga um banho ou chuveiro de água fria, ainda que essa prática seja contra-indicada por alguns médicos.
A sauna úmida raramente ultrapassa os 60°C enquanto na sauna seca o corpo humano tolera facilmente temperaturas superiores a 81 °C durante curtos períodos de tempo. A sauna úmida é aquecida por uma caldeira geradora de vapor, equipamento normalmente elétrico ou a gás, o qual expele o vapor d'água aquecido e pressurizado elevando a temperatura do ambiente no interior destas saunas.
A sauna seca é de origem finlandesa (2 milhões de saunas para 5,2 milhões de habitantes) e a prática de saunas é habitual na Escandinávia, onde a temperatura no interior pode chegar a 100 °C e a nudez é natural e quase obrigatória.
O interior das saunas secas normalmente é revestido de madeira e as cabinas de sauna são aquecidas a lenha ou a electricidade. Já as saunas úmidas podem ser revestidas por materiais cerâmicos e fechadas por portas vedadas feitas em metal ou vidro.
Alegadamente, entre os benefícios da sauna estão o alívio de dores de coluna, o aumento da circulação sanguínea, a hidratação da pele e desobstrução dos poros, o combate ao stress e à hipertensão. Além disso, relaxa a musculatura, limpa e desobstrói as vias respiratórias, desintoxica e expulsa as impurezas do organismo e combate doenças do sistema respiratório.
No entanto, a frequência habitual ou prolongada de saunas deve ser autorizada por um médico, pois certas patologias respiratórias e circulatórias não beneficiam com a permanência no ambiente quente das saunas, com uma frequência superior a uma vez por semana.
Tampere, a segunda maior cidade da Finlândia, foi oficialmente declarada a "Capital Mundial da Sauna".

## Em Portugal
Os banhos de vapor eram usados pelos povos castrejos da Península Ibérica. Estrabão comenta que os Lusitanos costumavam tomar banhos de vapor seguidos de água fria.
Pedra Formosa é o nome dado à peça principal do balneário pré-romano de banhos (vapor e água).
O sudatório usado nas Termas Romanas é um outro tipo de sauna usado pelos Romanos.